# Lavastrie
Lavastrie ist eine französische  Ortschaft im Département Cantal in der Region Auvergne-Rhône-Alpes. Die vormals eigenständige Gemeinde gehörte zum Kanton Neuvéglise im Arrondissement Saint-Flour und war Mitglied des Gemeindeverbandes Pays de Saint-Flour Margeride und der heute nicht mehr bestehenden Communauté de communes du Pays de Saint-Flour. Sie wurde durch ein Dekret vom 21. September 2016 mit Wirkung vom 1. Januar 2017 mit Oradour, Neuvéglise und Sériers zur Commune nouvelle Neuvéglise-sur-Truyère zusammengelegt.

## Geografie
Lavastrie befindet sich im Zentralmassiv und besteht aus den Dörfern Chaussines, Grandval, Combret, La Rochette, La Brugère, Fauges, Polignac, Montbrun, Serres, Le Mas, Tarrieux, Fontbonne, Robis, Chamalières und Levers. Die Gemeindegemarkung auf 660–1042 Metern über Meereshöhe umfasste 24,14 km². Die zum Lac du Barrage de Grandval aufgestaute Truyère grenzt die Ortschaft im Süden ab. Nachbarorte sind Neuvéglise im Westen, Les Ternes im Nordwesten, Sériers im Norden, Alleuze im Osten, Fridefont im Südosten und Saint-Martial.

## Bevölkerungsentwicklung

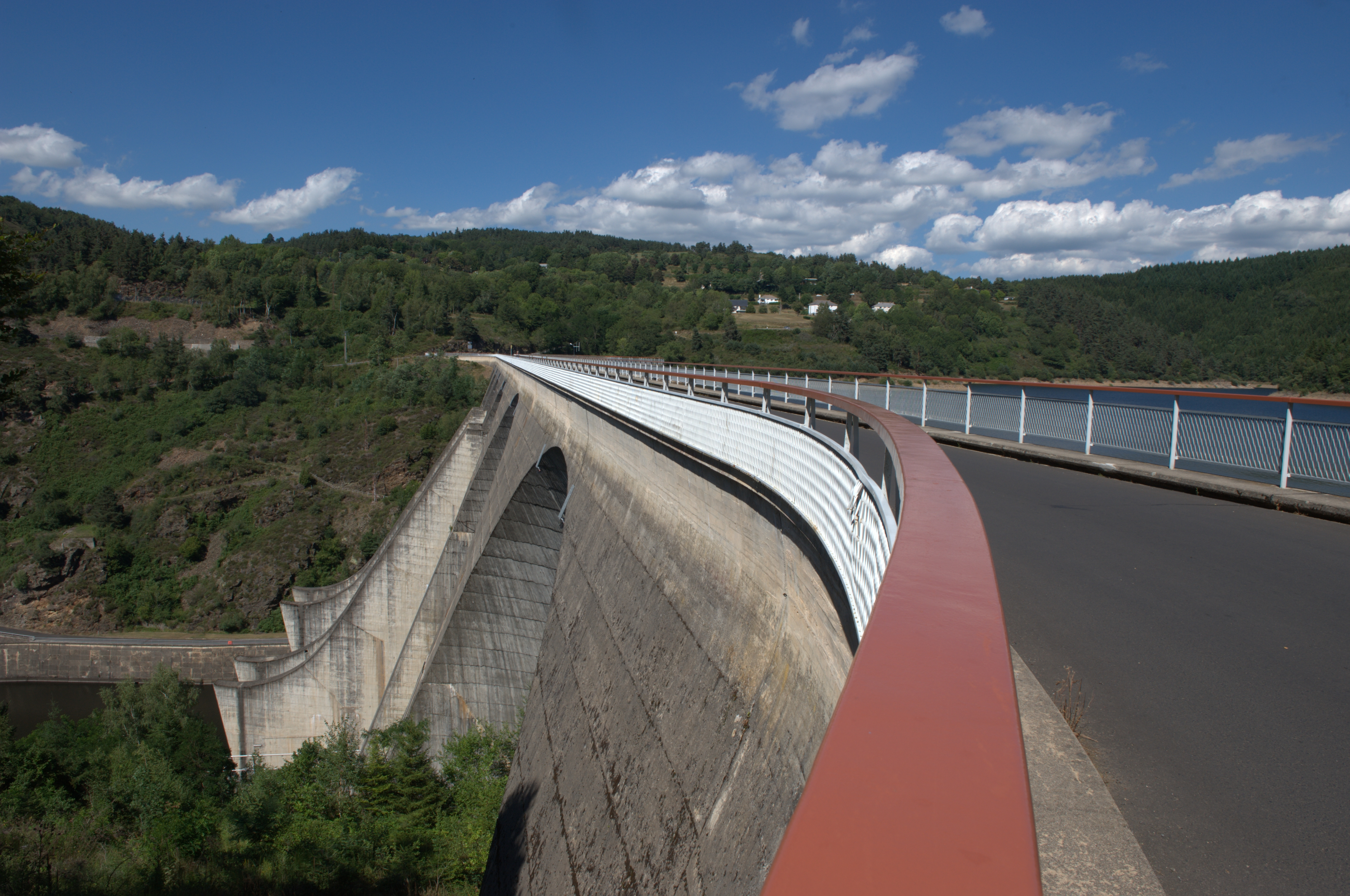
Staumauer des Lac du Barrage de Grandval nahe Lavastrie

| Jahr      | 1962 | 1968 | 1975 | 1982 | 1990 | 1999 | 2008 | 2014 |
| --------- | ---- | ---- | ---- | ---- | ---- | ---- | ---- | ---- |
| Einwohner | 584  | 388  | 303  | 276  | 241  | 224  | 222  | 263  |